# Juan Pablo Avendaño
Juan Pablo Avendaño (Laguna Larga, Provincia de Córdoba, Argentina; 15 de mayo de 1982) es un exfutbolista argentino. Jugaba como marcador central y su primer equipo fue Talleres de Córdoba. Su último club antes de retirarse fue Unión de Santa Fe.

## Clubes
| Club                        | País      | Año       |
| --------------------------- | --------- | --------- |
| Talleres de Córdoba         | Argentina | 2000-2001 |
| Los Andes                   | Argentina | 2001-2002 |
| Talleres de Córdoba         | Argentina | 2002-2004 |
| Quilmes                     | Argentina | 2004-2005 |
| San Luis                    | México    | 2005      |
| Arsenal de Sarandí          | Argentina | 2006      |
| Argentinos Juniors          | Argentina | 2006-2007 |
| Kayserispor                 | Turquía   | 2007-2008 |
| Skoda Xanthi                | Grecia    | 2008-2009 |
| Gimnasia y Esgrima de Jujuy | Argentina | 2009-2010 |
| Unión de Santa Fe           | Argentina | 2010-2013 |
| Talleres de Córdoba         | Argentina | 2013-2014 |
| Unión de Santa Fe           | Argentina | 2014-2015 |

### Estadísticas
- Actualizado al final de su carrera deportiva

| Club                         | Div.                | Temporada           | Liga | Liga | Copa Nacional | Copa Nacional | Copa Internacional | Copa Internacional | Total | Total |
| Club                         | Div.                | Temporada           | PJ   | G    | PJ            | G             | PJ                 | G                  | PJ    | G     |
| ---------------------------- | ------------------- | ------------------- | ---- | ---- | ------------- | ------------- | ------------------ | ------------------ | ----- | ----- |
| Talleres Argentina           |                     |                     |      |      |               |               |                    |                    |       |       |
| 1.ª                          | 2000/01             | 1                   | 0    | -    | -             | -             | -                  | 1                  | 0     |       |
| 1.ª                          | 2002/03             | 9                   | 0    | -    | -             | -             | -                  | 9                  | 0     |       |
| 1.ª                          | 2003/04             | 20                  | 3    | -    | -             | -             | -                  | 20                 | 3     |       |
| 2.ª                          | 2013/14             | 29                  | 3    | 2    | 0             | -             | -                  | 31                 | 3     |       |
| Total                        | Total               | 59                  | 6    | 2    | 0             | -             | -                  | 61                 | 6     |       |
| Los Andes Argentina          |                     |                     |      |      |               |               |                    |                    |       |       |
| 2.ª                          | 2001/02             | 27                  | 1    | -    | -             | -             | -                  | 27                 | 1     |       |
| Total                        | Total               | 27                  | 1    | -    | -             | -             | -                  | 27                 | 1     |       |
| Quilmes Argentina            |                     |                     |      |      |               |               |                    |                    |       |       |
| 1.ª                          | 2004/05             | 11                  | 0    | -    | -             | 3             | 0                  | 14                 | 0     |       |
| Total                        | Total               | 11                  | 0    | -    | -             | 3             | 0                  | 14                 | 0     |       |
| San Luis · México            |                     |                     |      |      |               |               |                    |                    |       |       |
| 1.ª                          | 2005                | 12                  | 1    | -    | -             | -             | -                  | 12                 | 1     |       |
| Total                        | Total               | 12                  | 1    | -    | -             | -             | -                  | 12                 | 1     |       |
| Arsenal Argentina            |                     |                     |      |      |               |               |                    |                    |       |       |
| 1.ª                          | 2005/06             | 11                  | 1    | -    | -             | -             | -                  | 11                 | 1     |       |
| Total                        | Total               | 11                  | 1    | -    | -             | -             | -                  | 11                 | 1     |       |
| Argentinos Juniors Argentina |                     |                     |      |      |               |               |                    |                    |       |       |
| 1.ª                          | 2006/07             | 26                  | 1    | -    | -             | -             | -                  | 26                 | 1     |       |
| Total                        | Total               | 26                  | 1    | -    | -             | -             | -                  | 26                 | 1     |       |
| Kayserispor Turquía          |                     |                     |      |      |               |               |                    |                    |       |       |
| 1.ª                          | 2007/08             | 17                  | 0    | 4    | 1             | -             | -                  | 21                 | 1     |       |
| Total                        | Total               | 17                  | 0    | 4    | 1             | -             | -                  | 21                 | 1     |       |
| Skoda Xanthi · Grecia        |                     |                     |      |      |               |               |                    |                    |       |       |
| 1.ª                          | 2008/09             | 3                   | 0    | -    | -             | -             | -                  | 3                  | 0     |       |
| Total                        | Total               | 3                   | 0    | -    | -             | -             | -                  | 3                  | 0     |       |
| Gimnasia (J) Argentina       |                     |                     |      |      |               |               |                    |                    |       |       |
| 2.ª                          | 2009/10             | 28                  | 1    | -    | -             | -             | -                  | 28                 | 1     |       |
| Total                        | Total               | 28                  | 1    | -    | -             | -             | -                  | 28                 | 1     |       |
| Unión Argentina              |                     |                     |      |      |               |               |                    |                    |       |       |
| 2.ª                          | 2010/11             | 31                  | 2    | -    | -             | -             | -                  | 31                 | 2     |       |
| 1.ª                          | 2011/12             | 32                  | 3    | 0    | 0             | -             | -                  | 32                 | 3     |       |
| 1.ª                          | 2012/13             | 11                  | 1    | 0    | 0             | -             | -                  | 11                 | 1     |       |
| 2.ª                          | 2014                | 3                   | 1    | -    | -             | -             | -                  | 3                  | 1     |       |
| 1.ª                          | 2015                | 5                   | 1    | 0    | 0             | -             | -                  | 5                  | 1     |       |
| Total                        | Total               | 82                  | 8    | 0    | 0             | -             | -                  | 82                 | 8     |       |
| Total en su carrera          | Total en su carrera | Total en su carrera | 276  | 19   | 6             | 1             | 3                  | 0                  | 285   | 20    |

## Palmarés

### Campeonatos nacionales
| Título          | Club        | País    | Año  |
| --------------- | ----------- | ------- | ---- |
| Copa de Turquía | Kayserispor | Turquía | 2008 |

### Otros logros
| Título                     | Club              | País      | Año  |
| -------------------------- | ----------------- | --------- | ---- |
| Ascenso a Primera División | Unión de Santa Fe | Argentina | 2011 |
| Ascenso a Primera División | Unión de Santa Fe | Argentina | 2014 |